# Bentley Arnage
Bentley Arnage je luksuzna limuzina koju proizvodi engleski proizvođač automobila Bentley. Zamjena je za model Brooklands. U proizvodnji je od 1998. godine, a redizajniran je 2005. godine. Trenutačno su u ponudi tri modela Arnage, Arnage R, Arnage RL i Arnage T. Na Arnageu su zasnovani i Bentleyevi modeli Azure i Brooklands.
U doba razvoja Arnagea Rolls-Royce je bio vlasnik Bentleya pa je usporedno razvijan i Rolls-Royce Silver Shadow. No iste godine kada su ti modeli lansirani na tržište BMW je kupio Rolls-Royce, a Volkswagen Bentley. Arnage je do tada koristio Rolls-Royceov motor koji je preradio BMW, no Volkswagen nije htio koristiti motor svoga suparnika na tržištu, pa je odlučio izvaditi sve BMW-ove komponente iz tog motora. Dok to nije bilo učinjeno, Arnage je dobio ime Arnage Red Label, a kada je Cosworth po narudžbi Volkswagena preradio motor Arnage je nazvan Arnage Green Label.
Takvo imenovanje modela je potrajalo sve do 2001. godine kada su predstavljeni Arnage R i Arnage RL, 25 cm produžena izvedba modela R. Imali su motor od 400 KS. Godinu poslije predstavljen je Arnage T koji je zamišljen kao sportski Arnage R. Imao je motor od 450 KS i 875 Nm. 
2005. svi Arnagei su redizajnirani po uzoru na Continental GT predstavljen 2003., odnosno dobili su četiri prednja okrugla svjetla.
2006. predstavljena je posebna izvedba, Arnage Diamond Series, kojom se obilježilo 60 godina od početka proizvodnje u Bentleyevoj tvornici u Creweu. Razlikovao se po aluminijskim naplacima od 19 cola, diajmantima u unutrašnjosti i nekoliko oznaka britanske zastave na automobilu. Proozvedeno je samo 60 primjeraka.
2007. su svi modeli dobili jači motor, odnosno Arnage R i RL od 456 KS, a Arnage T od 507 KS. Tada je zamijenjen stari General Motorsov četverostupanjski automatski mjenjač sa ZF-ovim od šest stupanja kakav se već ugrađivao u 'obitelj' Continental.
2008. je predstavljena posljednja izvedba Arnagea, Arnage Final Series. Bit će proizvedena u 150 primjeraka koji će, kada se proizvedu, označiti kraj proizvodnje Arnagea nakon više od 10 godina. Razlikuje se po aluminijskim naplacima od 20 cola, tamnijoj maski hladnjaka i blago promijenjenom prednjem braniku. Pogoni ga motor iz Arnagea T s 507 KS.

## Tehnički podaci
Modeli: 2007
| Bentley                 | Arnage T           | Arnage R           | Arnage RL          |          |
| ----------------------- | ------------------ | ------------------ | ------------------ | -------- |
| Motor                   | V8 turbo           | V8 turbo           | V8 turbo           | V8 turbo |
| Obujam (cm³)            | 6761               | 6761               | 6761               |          |
| Snaga (kW (KS) pri min) | 373 (507) pri 4200 | 335 (456) pri 4100 | 335 (456) pri 4100 |          |
| Okretni moment          | 1.000 Nm pri 3200  | 875 Nm pri 1800    | 875 Nm pri 1800    |          |
| Ubrzanje 0-100 km/h     | 5,2 s              | 5,5 s              | 5,7 s              |          |
| Maksimalna brzina       | 288                | 270                | 270                |          |
| Prosječna potrošnja     | 19,5               | 19,5               | 19,5               |          |
| Cijena u Njemačkoj      | 265.953 €          | 252.677 €          | 517.457 €          |          |

## Vanjska poveznica
- Bentley Motors